# Pardal xarrec
El pardal xarrec, pardal barraquer o teuladí morisc (Passer montanus) és una espècie d'ocell de l'ordre dels passeriformes i molt comú a la Catalunya continental.

## Morfologia
Amida 14 cm de llargària total. És de colors més vius que el pardal comú, amb el pili bru xocolata, una taca negra a la galta i una altra del mateix color a la gorja. A l'estiu, el bec és blavenc mentre que a l'hivern és gairebé negre. No presenta dimorfisme sexual.

## Ecologia
Viu a gairebé tota l'Europa continental (incloent-hi Sicília) i a algunes àrees d'Àsia. Ha estat introduït a Austràlia i als Estats Units (en aquest darrer país fou introduït pels emigrants alemanys a l'àrea circumdant de Saint Louis (Missouri)- vers la dècada del 1870 i, des d'allà, s'ha estès a la resta de l'estat i a Illinois).
Aquesta espècie és sedentària en el continent europeu, però migratòria i hivernant a Mallorca i a Menorca. És menys antropòfil que el pardal comú i prefereix la perifèria de les ciutats i les zones obertes i de règim agrícola (tot i que fa una excepció amb el Parc de la Ciutadella de Barcelona). És, per tant, corrent d'observar-lo a les zones humides (el màxim de població es localitza als camps de regadiu litorals).
Li agraden molt les caixes-niu i també cerca els forats dels arbres i de les construccions humanes, a les teulades de les quals predomina, de totes maneres, el pardal comú. És gregari i després de la cria circula, junt amb altres espècies de moixons, integrat en estols. Ocupa els mateixos llocs de nidificació que el pardal comú, però utilitza més els arbres.
La fenologia reproductiva varia molt poc respecte a la del pardal comú, tot i que els seus ous són més petits i marronosos que els d'aquell. Fa el niu a arbres aïllats amb herbes, plomes,  llana i d'altres matèries. El volum de la posta varia entre 2 i 6 ous per femella i en el covament participen ambdós pares durant 11 dies.

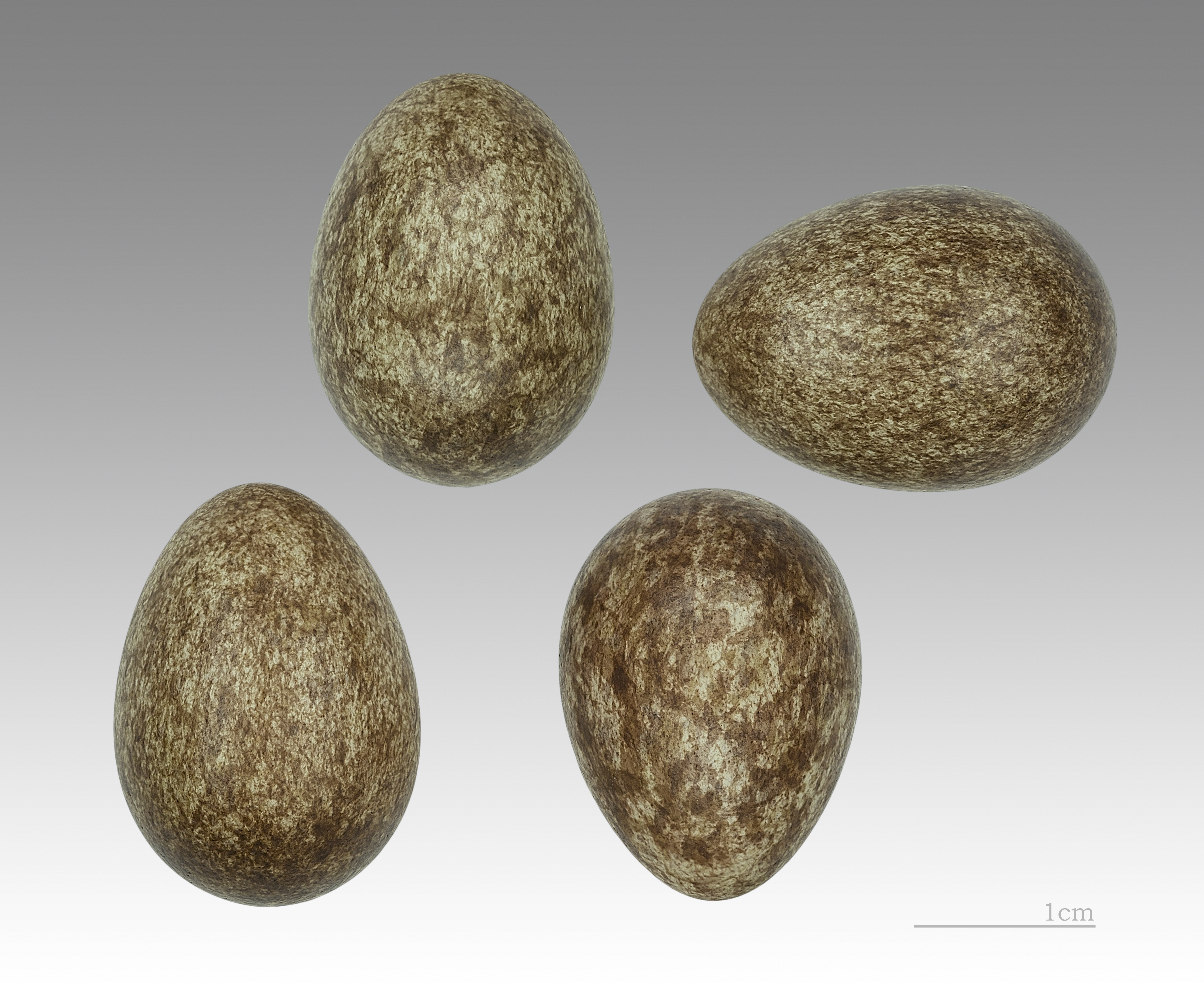
Ous
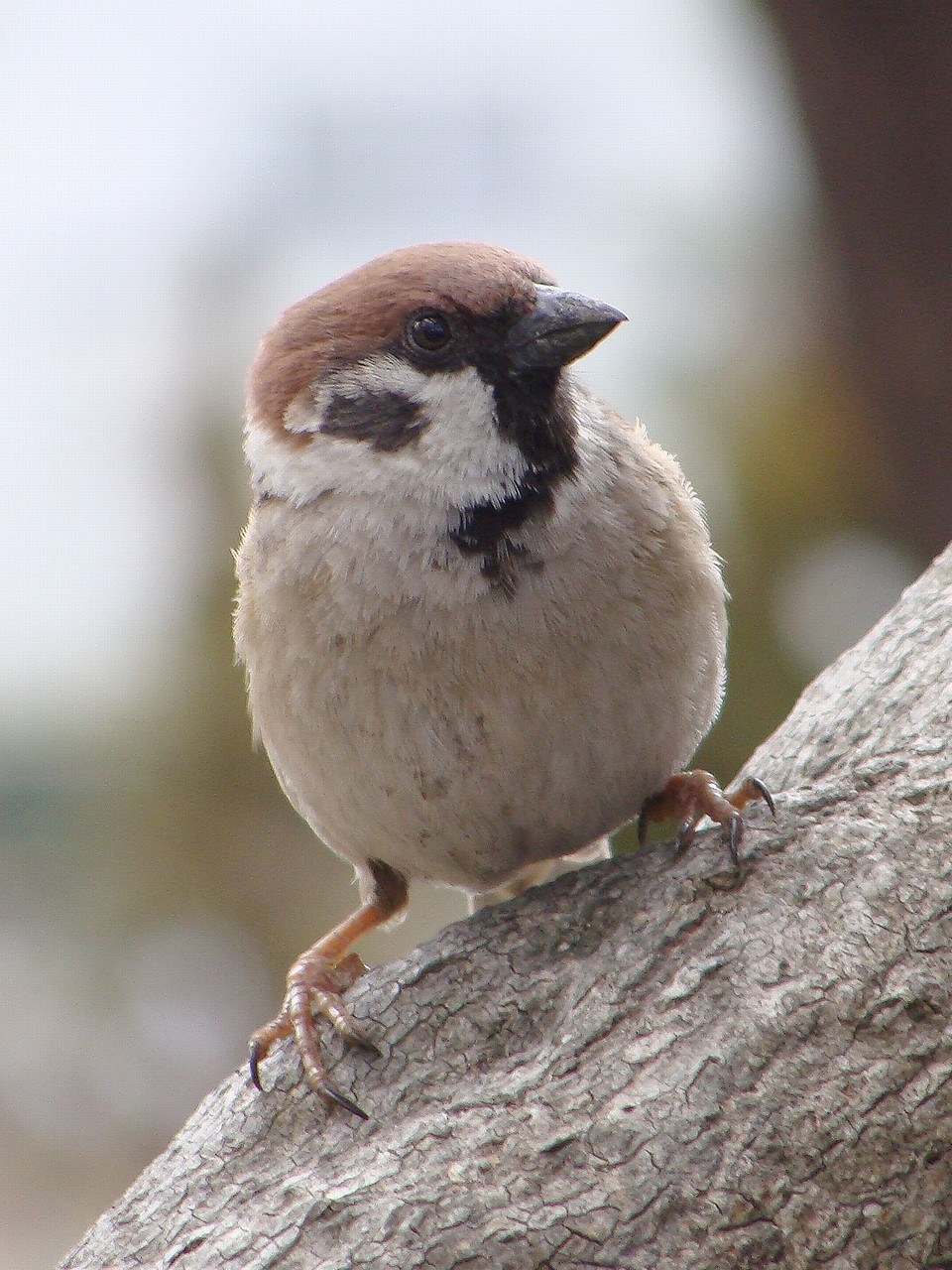
Pardal xarrec
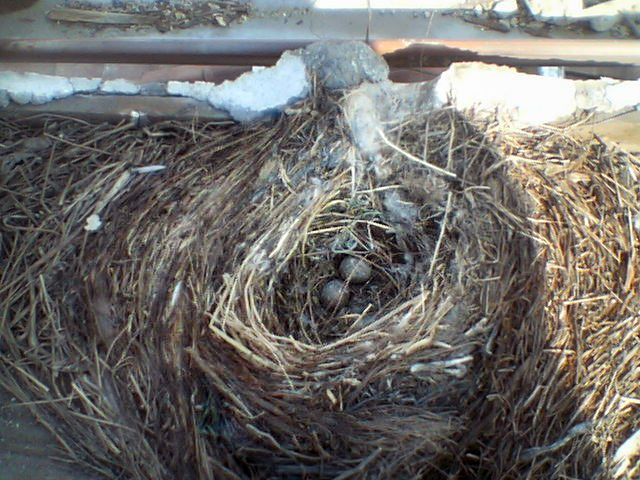
Niu de pardal xarrec fotografiat al Japó
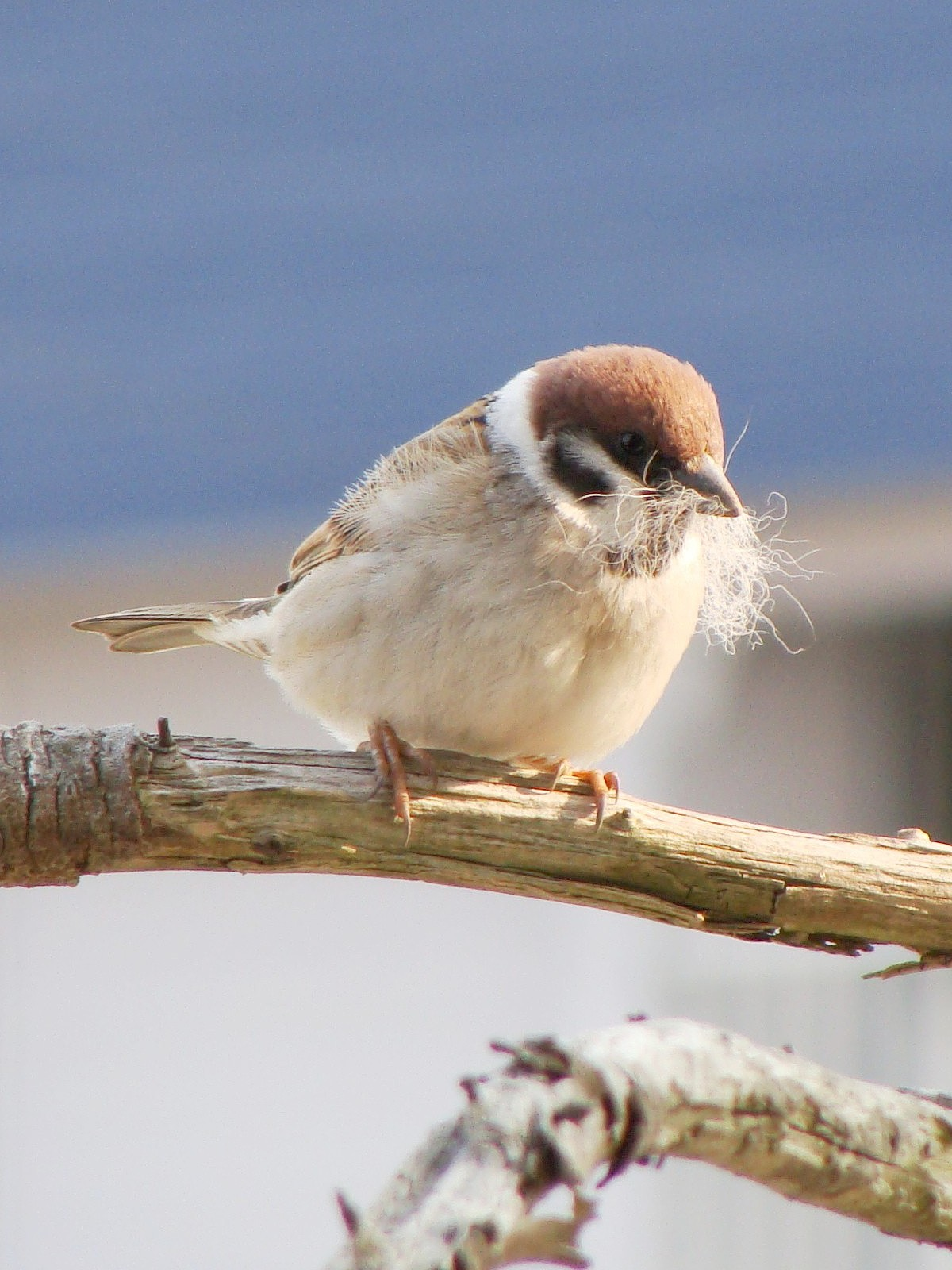
Pardal xarrec arreplegant llana per fer el seu niu
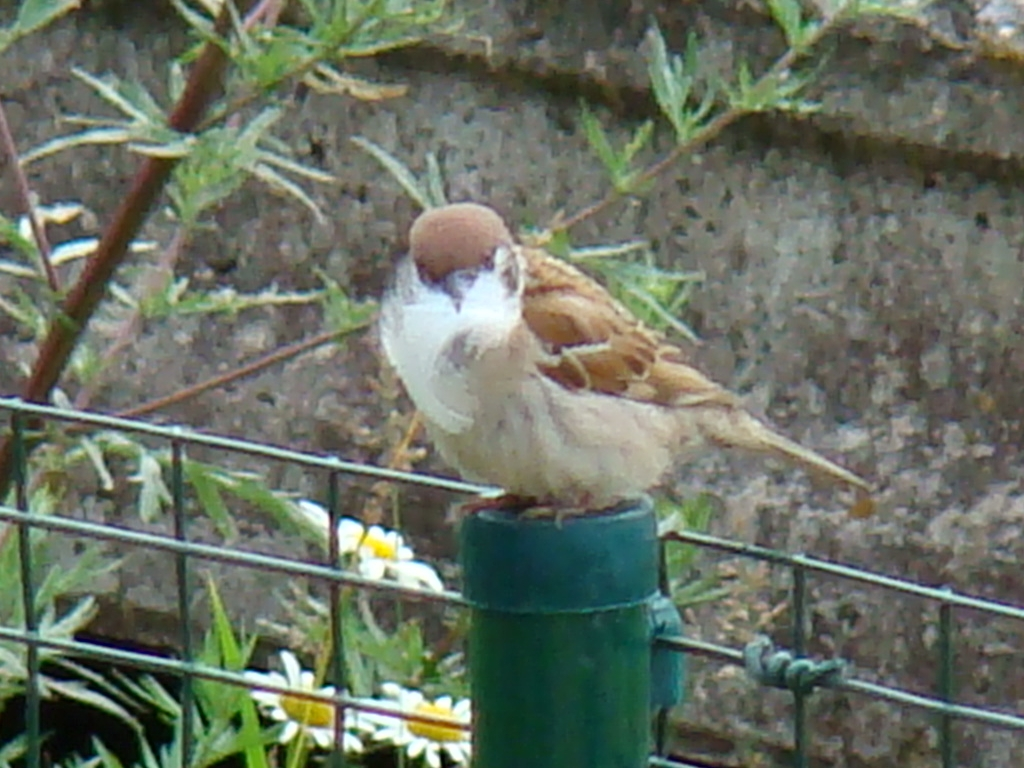
Exemplar fotografiat a Lituània
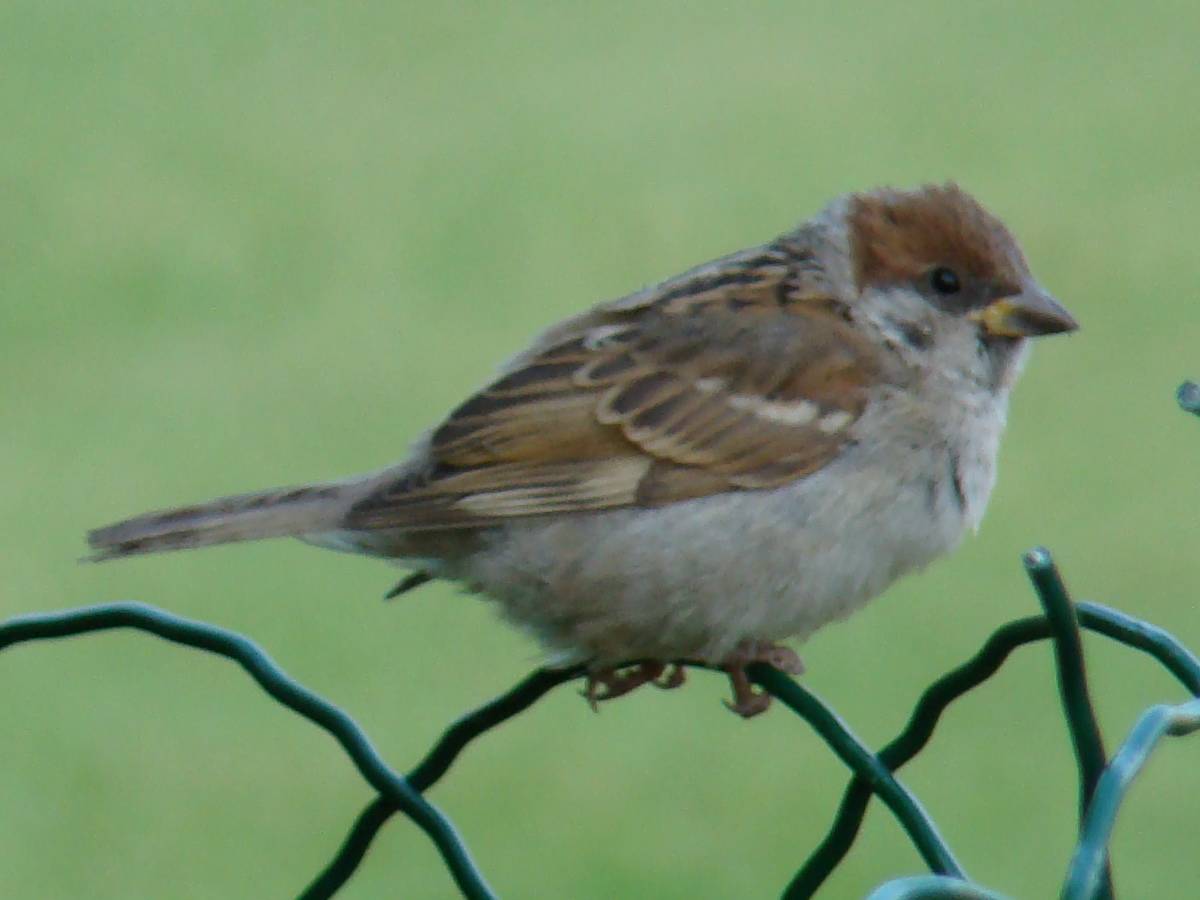
Exemplar fotografiat a prop de Vílnius (Lituània)